# سیارک ۲۱۳۶۸
سیارک ۲۱۳۶۸ (به انگلیسی: 21368 Shiodayama، نامگذاری:1997LE10)۲۱۳۶۸مین سیارک کشف شده‌است که در ۰۶ ژوئن ۱۹۹۷ کشف شد.